# 어른스러운 철구
<어른스러운 철구>는 해다란 작가가 네이버에 매주 금요일 연재했던 웹툰이다. 1부와 2부사이에 2010년 12월부터 2013년 7월까지 2년7개월간 장기휴재가 있었다.

줄거리는 여느 또래아이들과 반대로 어른스럽고 조숙한 초등학생인 철구와 고등학생인 철구의 어머니 민경을 중심으로 펼치는 일상 속 블랙 코미디이지만, 실상은 공상과학과 현실을 풍자하는 이야기이다.